# Tuberocreagris lata
Tuberocreagris lata es una especie de arácnido del orden Pseudoscorpionida de la familia Neobisiidae.

## Distribución geográfica
Se encuentra en Carolina del Norte (Estados Unidos).